# Площадь Советов (Кемерово)

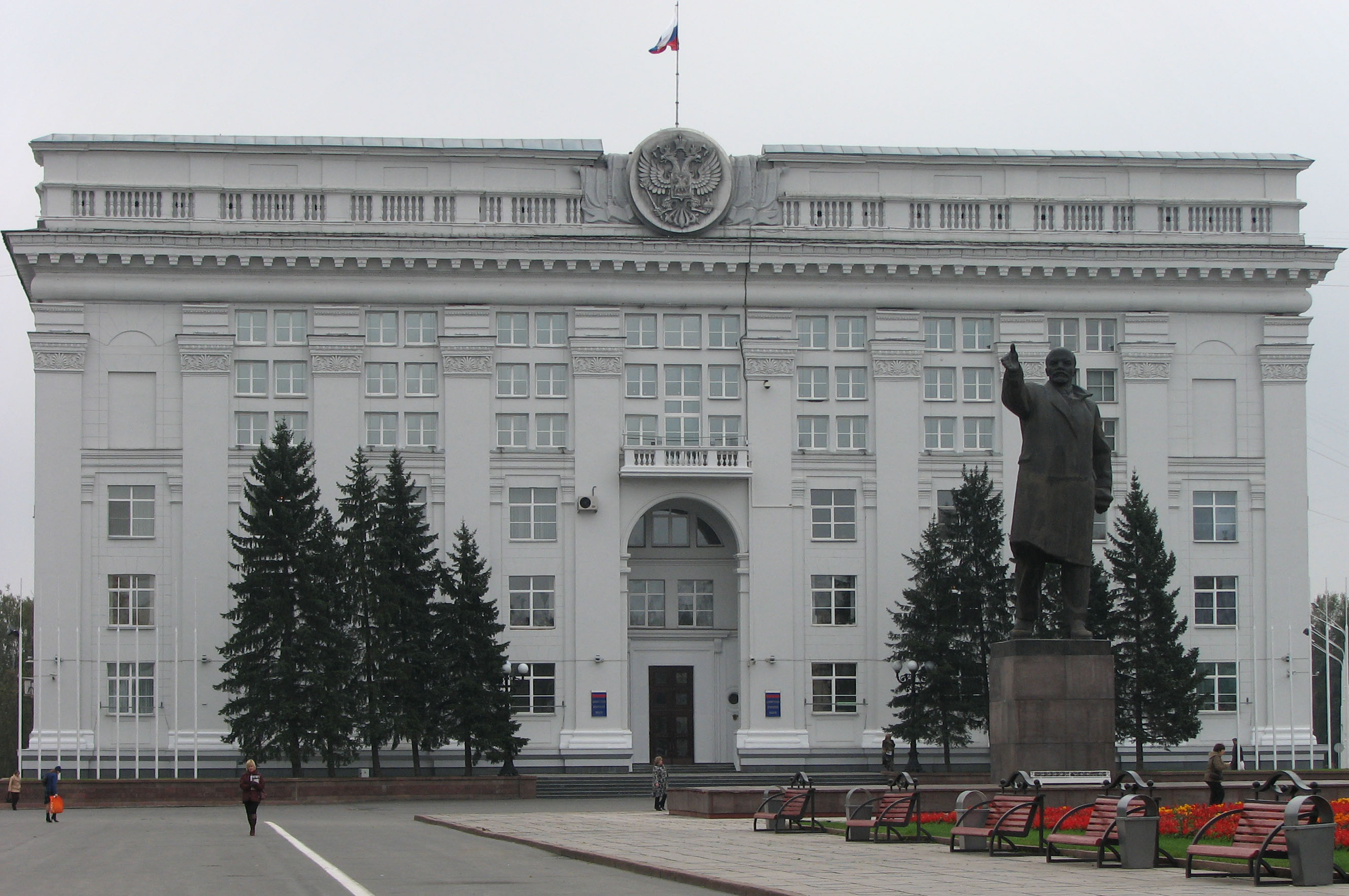
Дом Советов

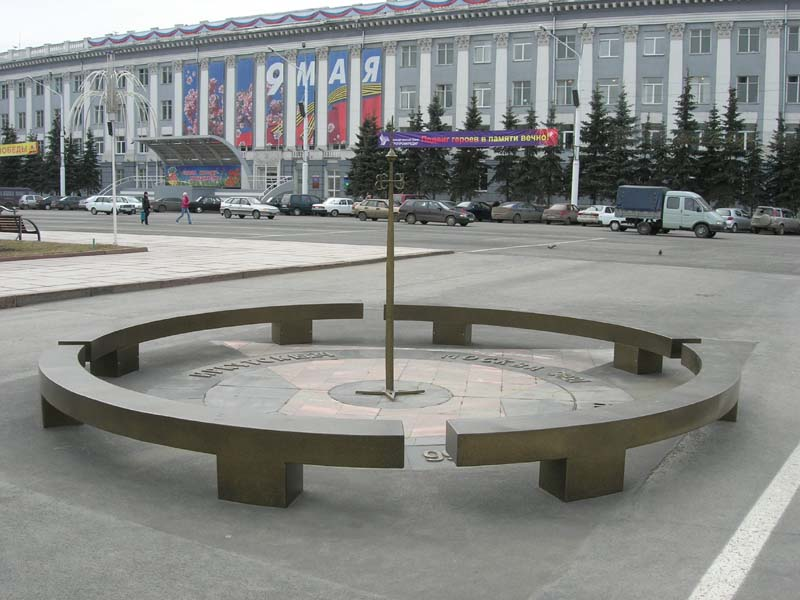
Площадь Советов

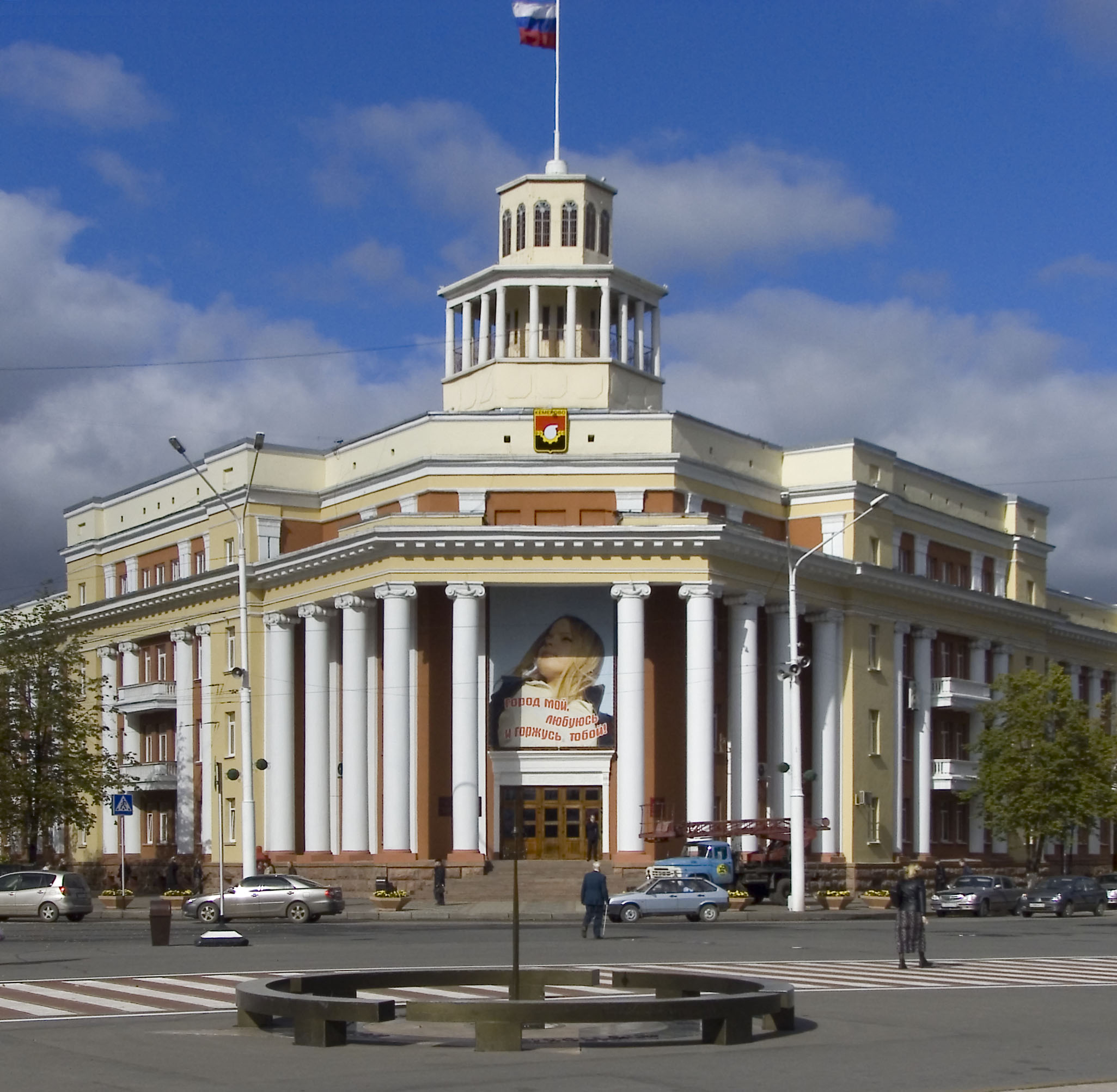
Здание горсовета

Площадь Советов — главная площадь города Кемерово. Площадь расположена в месте примыкания улиц 50 лет Октября и Орджоникидзе к Советскому проспекту.

## История
Площадь была образована в 1950-х годах на месте деревенских домов. На площади были построены здания обкома КПСС (Дом Советов), горисполкома, управления МВД и другие административные здания. В 1970 году перед Домом Советов установлен памятник В. И. Ленину работы Л. Е. Кербеля.

## Ансамбль площади
- Дом Советов (главный корпус Администрации Кемеровской области) проектировался несколькими архитекторами в начале 1950-х годов. Автор окончательного варианта — В. И. Геращенко, в разработке чертежей участвовали архитекторы В. А. Суриков и А. Н. Рапопорт[1]. В здании находится также Законодательное собрание Кемеровской области — Кузбасса
- Главпочтамт был построен в 1954 году по проекту Л. К. Моисеенко, и является памятником архитектуры регионального значения. На угловой башне Главпочтамте установлены куранты.
- Здание горсовета с угловой башней напротив главпочтамта, архитектор также Моисеенко
- Здание управления ФСБ
- Второй корпус Администрации Кемеровской области
- Административное здание на южной стороне площади
- Офисный центр